# 427
Het jaar 427 is het 27e jaar in de 5e eeuw volgens de christelijke jaartelling.

## Gebeurtenissen

### Afrika
- Bonifatius, Romeins gouverneur, komt in Africa in opstand tegen het bewind van keizer Valentinianus III. Hij legt met een zeemacht in de Middellandse Zee een blokkade op de graantoevoer naar Italië.
- Keizerin Galla Placidia veroordeelt Bonifatius voor verraad en stuurt een expeditieleger onder bevel van Sigiswult. Hij verovert de kuststeden Carthago en Hippo, maar weet de opstand niet te onderdrukken.

### Perzië
- De Witte Hunnen trekken door Zuidwest-Azië en voeren een plunderveldtocht in het Perzische Rijk. Koning Bahram V stuurt een expeditieleger om de oostelijke rijksgrens te verdedigen.

### Azië
- Pyongyang wordt de nieuwe hoofdstad van het koninkrijk Koguryo (Korea).

## Overleden
- Pharamond, koning van de Salische Franken (waarschijnlijke datum)